# Horst Assmy
Horst Assmy (Berlino, 29 novembre 1933 – Kassel, 14 gennaio 1972) è stato un calciatore tedesco orientale, di ruolo attaccante.